# Pasithoë
Pasithoë (Oudgrieks: Πασιθόη, 'al-snelle') was een van de Oceaniden, de drieduizend kinderen van de zeegoden Tethys en Oceanus, uit de Griekse mythologie. Ze personifieerde de korte, krachtige regenbuien.